# Otto Mühl
Otto Mühl (* 10. Oktober 1911 in Görlitz; † 17. November 2006 in Mainz) war ein deutscher Rechtswissenschaftler, Richter am Bundesverwaltungsgericht und Hochschullehrer.

## Leben und Werk
Mühl studierte ab 1931 Rechtswissenschaften an der Universität Breslau, wo er 1936 sein Erstes Juristisches Staatsexamen ablegte. Anschließend leistete er in Breslau sein Referendariat ab, das er im September 1939 mit dem Zweiten Staatsexamen beendete. Am 21. Oktober 1937 beantragte er die Aufnahme in die NSDAP und wurde rückwirkend zum 1. Mai desselben Jahres aufgenommen (Mitgliedsnummer 5.592.363). Er leistete von 1939 bis Kriegsende 1945 Wehrdienst. Ab Oktober 1946 arbeitete Mühl als Richter am Landgericht Göttingen. Zeitgleich promovierte er an der Universität Göttingen unter Betreuung von Ludwig Raiser. Im Mai 1947 wurde Mühl von der Universität Göttingen mit der Schrift Sittenwidrigkeit und Leistungsgesellschaft zum Dr. iur. promoviert. 1949 wurde er am Landgericht Göttingen zum Landgerichtsrat befördert. 1952 wechselte er als Oberlandesgerichtsrat an das Oberlandesgericht Celle, wo er bis 1961 tätig war. Von Oktober 1961 bis September 1966 war Mühl Richter am Bundesverwaltungsgericht. Zum Wintersemester 1966/67 wechselte er als Professor auf den ordentlichen Lehrstuhl für Bürgerliches Recht, Handels-, Wirtschafts- und Prozessrecht an die Universität Mainz. Zum April 1967 wurde er zudem Direktor des Seminars für Rechts- und Wirtschaftswissenschaft – Abteilung Recht der Universität Mainz. 1973/74 war er zudem Dekan der Mainzer rechts- und wirtschaftswissenschaftlichen Fakultät. 1980 wurde Mühl emeritiert.
Mühls wissenschaftliche Forschungsschwerpunkte lagen vor allem im Prozessrecht und dabei gleichermaßen im Zivil-, Straf- und Verwaltungsprozessrecht.

## Schriften (Auswahl)
- Sittenwidrigkeit und Leistungsgeschäft. Universitätsverlag, Breslau 1947 (Dissertation).
- Die Lehre von Gutachten und Urteil: Unter besonderer Berücksichtigung der Verknüpfung von materiellem Recht und Prozessrecht. Metzner, Frankfurt am Main 1970.